# Hævn for dollars
Hævn for dollars er en italiensk spaghettiwestern fra 1966 af instruktøren Sergio Leone med Clint Eastwood, Lee Van Cleef og Gian Maria Volonté i hovedrollerne. Filmens manuskript er lavet af Luciano Vincenzoni og Leone. Massimo Dallamano var filmfotograf, og Ennio Morricone komponerede musikken. Det er den anden film i Dollar-trilogien efter En nævefuld dollars (1964) og før Den gode, den onde og den grusomme (1966). Filmen handler om to dusørjægeres jagt på en af det vilde vestens største forbrydere, "El Indio".

## Handling
Manden uden navn, kaldet "Manco"(Clint Eastwood), og oberst Douglas Mortimer, kaldet "Manden i sort" (Lee Van Cleef), er to dusørjægere, der hver for sig fanger eftersøgte forbrydere i det vilde vesten og indkasserer dusøren for dem. I filmens indledning ser man dem hver især dræbe mindre forbrydere med stor færdighed, hvorpå de mødes og efter nogen uenighed ender med at slå sig sammen for at fange den notoriske forbryder "El Indio" (Gian Maria Volonté). Manco infiltrerer El Indios bande, som planlægger at røve banken i El Paso og få fat i den million dollars, som banken har liggende i sin boks. Efter at banden har bemægtiget sig pengene, vil Manco og Mortimer returnere pengene, men bliver afsløret og må flygte. 
Efter at de har skudt bandens medlemmer en efter en, står El Indio over for Mortimer i en duel, hvor El Indio skyder pistolen ud af Mortimers hånd, hvorpå han gør sig klar til at dræbe ham. Han har imidlertid en vane med, at hans lommeur, der spiller en lille melodi, skal spille den færdig, inden han skyder, men da den er ved at være færdig, dukker Manco op med Mortimers lommeur, der spiller samme melodi, og det viser sig i et flashback, at El Indio har sit ur fra en ung kvinde, som han engang har voldtaget, hvorpå hun begik selvmord. Dette distraherer El Indio, og Manco sætter sig roligt ned og lader El Indio og Mortimer genoptage deres duel, som Mortimer denne gang vinder, idet han dræber El Indio. Mortimer afslører nu, at den voldtagne kvinde var hans søster, som han derfor nu har hævnet. Han lader derpå Manco få hele dusøren for El Indio, og Manco tager den og millionen og rider bort, mens Mortimer står tilbage.

## Medvirkende
- Clint Eastwood – Manco (Manden uden navn)
- Lee Van Cleef – Oberst Douglas Mortimer
- Gian Maria Volonté – El Indio
- Maria Brega – Niño, El Indios næstkommanderende
- Luigi Pistilli – Groggy, bandemedlem
- Aldo Sambrell – Cuchillo, bandemedlem
- Klaus Kinski – Wild, pukkelryggen, bandemedlem
- Rosemary Dexter – Mortimers søster
- Mara Krupp – en hotelværts smukke hustru

## Baggrund
Efter successen med En nævefuld dollars ville Sergio Leone og hans nye producent Alberto Grimaldi gerne lave en efterfølger, men det var afgørende for dem at få Clint Eastwood til at medvirke i den. Han var ikke parat, for han havde ikke set den første, idet en amerikansk udgave ikke var produceret på det tidspunkt. Derfor sendte de en italiensk udgave af filmen til Eastwood, der samlede nogle venner til en visning, som han ikke havde alt for store forventninger til. Efter at filmen var ovre, var hans betænkeligheder det også. Selv om ingen af forsamlingen forstod italiensk, gjorde filmen et stort indtryk på dem, og Eastwood har senere udtalt, at "alle nød filmen som havde den været på engelsk". Derfor gik der ikke lang tid, inden han ringede Leones repræsentant op og sagde ja til at medvirke i en ny film. Som i den første film forsøgte man at få Charles Bronson med, men denne afslog med begrundelsen, at den lignede den første film for meget, og i stedet fik man Lee Van Cleef med. Eastwood fik $50.000 for at medvirke i filmen, mens Van Cleef fik $17.000.

## Produktion
Filmens udendørsscener blev optaget i Almeria i Spanien, mens indendørsscenerne blev optaget i Cinecittà i Rom. Produktionslederen Carlo Simi opbyggede en udgave af El Paso i ørkensandet, og kulissen står fortsat på stedet som en turistattraktion kaldet Mini-Hollywood. Også Agua Caliente, den by hvortil banden flygter efter kuppet i El Paso, findes i form af nogle småhuse på sletten nær Almeria.
Filmen blev optaget uden lyd, som blev lagt på efterfølgende. Eastwood og Van Cleef rejste derfor tilbage til Italien for at lægge stemmer til, lige som lydeffekter blev tilført. Selv om det i filmen direkte berettes, at oberst Mortimer kommer fra Carolina, valgte Van Cleef at bruge sin normale New Jersey-accent. Gian Maria Volonté indtalte også den engelske tekst, men da han ikke talte sproget, måtte han læse sine replikker op fonetisk med hjælp fra en tolk.

## Musik
Musikken blev som i den første film skrevet af Ennio Morricone. Efter Leones præcise instrukser begyndte Morricone at skrive musikken allerede inden produktionen var indledt, idet Leone godt kunne lide at optage film til musik. Filmen er kendt for sin blanding af diegetisk (lyd, der kan høres af filmens figurer såvel som af seerne) og ikke-diegetisk lyd (der kun kan høres af seerne), notorisk i form af den musik, der kommer fra lommeurene.

## Udsendelse og modtagelse
Filmen havde premiere den 18. december 1965 i Italien og i Danmark den 23. december 1966. Den fik først premiere i USA 10. maj 1967, hvor den efterfølgende indtjente $ 5 millioner.
I Italien blev filmen endnu mere populær end sin forgænger, og i 1967 var den blevet den bedst sælgende film overhovedet i italiensk filmhistorie. De amerikanske kritikere var noget forbeholdne over for filmen, som Roger Ebert blandt andet betegnede som "den ene vilde vest-kliché efter den anden".
Siden er filmen dog vokset i anseelse og har opnået mere positiv kritik fra senere anmeldelser. 